# 9460 McGlynn
9460 McGlynn è un asteroide della fascia principale. Scoperto nel 1998, presenta un'orbita caratterizzata da un semiasse maggiore pari a 2,6637594 au e da un'eccentricità di 0,1516684, inclinata di 13,66333° rispetto all'eclittica.
L'asteroide è dedicato all'archivista statunitense Thomas A. McGlynn.